# V508 Андромеды
V508 Андромеды (лат. V508 Andromedae) — двойная затменная переменная звезда типа W Большой Медведицы (EW) в созвездии Андромеды на расстоянии приблизительно 3105 световых лет (около 952 парсеков) от Солнца. Видимая звёздная величина звезды — от +12,45m до +12,15m. Орбитальный период — около 0,7752 суток (18,605 часов).

## Характеристики
Первый компонент — жёлто-белая звезда спектрального класса F. Радиус — около 2,34 солнечных, светимость — около 10,218 солнечных. Эффективная температура — около 6749 K.
Второй компонент — жёлто-белая звезда спектрального класса F.